# 北陸艇王決戦
北陸艇王決戦（ほくりくていおうけっせん）は、ボートレースのGI競走。

## 概要
ボートレース三国で、毎年3月、あるいは11月、12月頃に行われる周年記念競走。